# Polypeptid
Polypeptidy (latinsky poly - česky mnohý, hojný, četný) jsou peptidy s molekulou složenou z 11 až 99 aminokyselin, které jsou navzájem propojeny peptidovými vazbami.
Peptidy, které mají v molekule méně než 11 aminokyselin se nazývají oligopeptidy. Peptidy, které mají 100 a více aminokyselin se nazývají bílkoviny (proteiny). V některé literatuře se termíny polypeptid a protein zaměňují. Jindy se polypeptid definuje jako polymer aminokyselin o délce menší než 50 aminokyselin. V každém případě patří polypeptidy mezi biopolymery.

## Základní složka polypeptidů

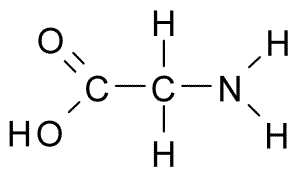
Nejjednodušší aminokyselina glycin

Základní složkou polypeptidů jsou aminokyseliny, které obsahují ve své molekule karboxylovou (–COOH) a aminovou (–NH2) funkční skupinu. Obě tyto skupiny mají schopnost se spolu vázat peptidovou vazbou –CO–NH–.
Polypeptid vzniká reakcí aminoskupiny první aminokyseliny s karboxylovou skupinou druhé aminokyseliny s odštěpením vody. Na koncích molekuly vzniklého dipeptidu jsou opět skupiny karboxylová a aminová. Na tyto konce se tak mohou navázat další aminokyseliny a tento proces může dál pokračovat. Pokud se spojí konce řetězce jedné molekuly peptidu, vytvoří se cyklický peptid.

Peptidová vazba, R1 a R2 jsou řetězce navázaných aminokyselin

## Vznik polypeptidů
Polypeptidy vznikají v buňce metabolickým procesem nazývaným proteosyntéza, při kterém se z aminokyselin tvoří polypeptidy a bílkoviny. Proteosyntéza se skládá ze dvou kroků:
- V prvním kroku dochází k přepisu (transkripci) části genetického kódu z DNA (DeoxyriboNucleic Acid - deoxyribonukleová kyselina) do mRNA (messenger RNA, informační RNA).
- V druhém kroku dochází k překladu (translaci) kódu z mRNA do tRNA (transformační nebo přenosová RNA) a k tvorbě primární struktury bílkovin z aminokyselin. V lidských buňkách probíhá transkripce v buněčném jádru a translace na ribozomech.

## Příklady skupin polypeptidů
Důležitými skupinami peptidů jsou ribozomální polypeptidy, které se obvykle vyznačují hormonální aktivitou. Všechny tyto polypeptidy jsou syntetizovány buňkami v ribozomech. Odtud se uvolňují se do krevního oběhu, kde vykonávají své signalizační funkce.

### Antimikrobiální peptidy
- Skupina Magainin
- Skupina Cecropin
- Skupina Cathelicidin
- Skupina Defensin

### Tachykininové peptidy
- Látka P
- Kassinin
- Neurokinin A
- Eledoisin
- Neurokinin B

### Vazoaktivní střevní peptidy
- VIP (Vasoactive Intestinal Peptide; PHM27)
- PACAP Pituitary Adenylát Cyklas Activující Peptid
- Peptid PHI 27 (Peptidide Histidin Isoleucin 27)
- GHRH 1-24 (Growth Hormon Releasing Hormone 1-24)
- Glukagon
- Sekretin

### Pankreatické peptidy
- NPY (NeuroPeptide Y)
- PYY (Peptide YY)
- APP (Avian Pankreatický Polypeptid)
- PPY Pankreatický PolYpeptid

### Opioidní peptidy
- Proopiomelanokortinové (POMC) peptidy
- Prodynorfinové peptidy

### Kalcitoninové peptidy
- Kalcitonin
- Moderátor
- AGG01